# 대니얼 토시

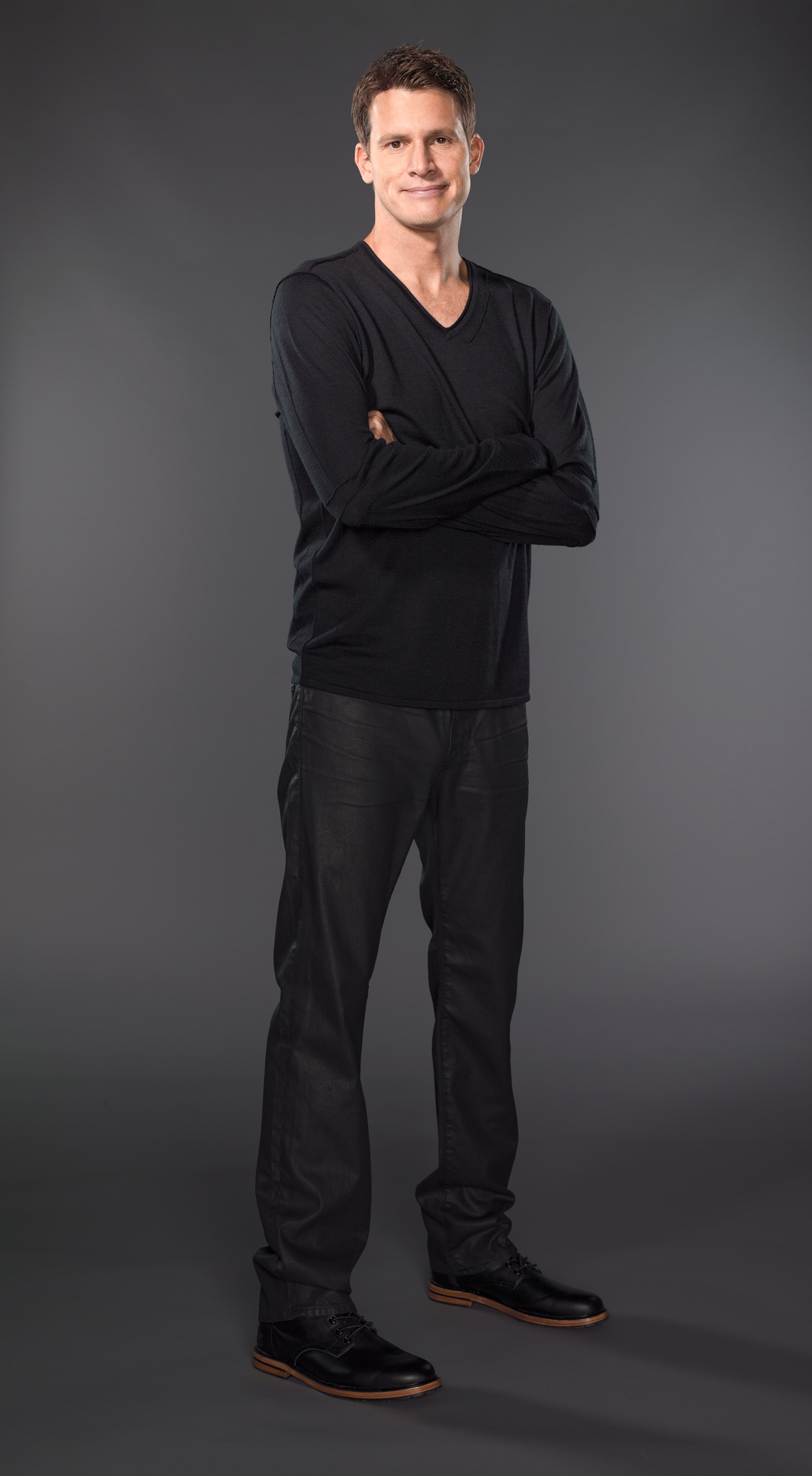

대니얼 드와이트 토시(영어: Daniel Dwight Tosh, 1975년 5월 29일 ~ )는 미국의 코미디언 배우 겸 성우, 영화 감독이다.
보파르트에서 태어났다.

## 영화
- 토시.제로 (2009년) - 본인 / 진행자 역
- 러브 그루 (2008년)
- 대니얼 토시: 컴플리틀리 시어리어스 (2007년) - 본인 역